# 置身事内：中国政府与经济发展
《置身事内：中国政府与经济发展》，简称《置身事内》，是2021年8月上海人民出版社出版的中国经济研究论著，作者为复旦大学经济学院副教授兰小欢。

## 主要内容
《置身事内》是作者兰小欢在复旦大学授课和教研材料汇编而成，标题“置身事内”正是指政府在经济发展中主动参与其中的角色，地方政府在经济发展中置身事内，对地方经济发展起到重要作用，对读者来说“置身事内”也代表了中国经济和我们息息相关。全文也是从地方政府财政出发，上篇讲述地方政府在地方治理中的角色和作为，详细讲述了地方政府的基本职能和地方投资、土地融资等事项中起到的作用；下篇则主要讲述这些微观机制对宏观经济的影响，地方政府置身事内对城市化、工业化和房价等造成了巨大的影响。作者通过梳理中国政府在地方经济的主动作用，阐明了地方政治经济的运作模式，并地方政府的所作所为有力推动中国经济市场化，并对当下的市场化改革和政府转型提出了新的见解。

## 荣誉
2021年12月，获选为南都2021年度“十大好书”。2022年1月，获得香港亚洲周刊评选“2021全球華人十大好書（非小說）”。同月入选上海世纪出版集团“2021年度世纪好书”。2022年4月23日，获得中国国家家图书馆和中国图书馆学会联合评选的文津图书奖。